# Coelotes vestigialis
Coelotes vestigialis är en spindelart som beskrevs av Xu och Li 2007. Coelotes vestigialis ingår i släktet Coelotes och familjen mörkerspindlar. Inga underarter finns listade i Catalogue of Life.